# Kinderfeuerwehr-Medaille des LFV Hessen
Die Kinderfeuerwehr-Medaille des LFV Hessen wurde im September 2019 vom Landesfeuerwehrverband (LFV) Hessen gestiftet. Dies erfolgte vor dem Hintergrund der in den letzten Jahren ständig zunehmenden Anzahl der Kinderfeuerwehren in Hessen. Es gab bereits vor ihrer Einführung einen hohen Bedarf nach Ehrungen für die immer größer werdende Anzahl an Betreuer im Bereich der Kinderfeuerwehr. Die Beantragung beim LFV Hessen wird über die Führungsstruktur in die Wege geleitet.
Der Antrag wird nach Prüfung an das Versandhaus des DFV weitergeleitet und von dort werden die Ehrungssets (mit der Rechnung) an den Antragsteller direkt verschickt.
Die Überreichung soll, wie bei allen anderen Ehrungen, in einem angemessenen Rahmen geschehen.

## Stufen

### Stufe in Bronze
1. Leitende Funktionsträger im Bereich der Kinderfeuerwehren wie Leiter, Stellvertreter sowie auf überörtlicher Ebene für die Kindergruppen tätige Personen, die ihre Tätigkeit mindestens 3 Jahre ausgeübt haben.
2. Feuerwehrangehörige und Betreuende, die aus der aktiven Arbeit in der Kinderfeuerwehr ausscheiden und über einen Zeitraum von mindestens 3 Jahren die Position eines Betreuers, eines Ansprechpartners für die örtlichen Kindergruppen innehatten.
3. Feuerwehrangehörige und Betreuende, die sich durch ihre Tätigkeit bei hessischen Kinderfeuerwehren in einem Zeitraum von über 3 Jahren hervorgetan haben.
4. Privatpersonen, die sich besonders durch ihre Tätigkeit in der Kinderfeuerwehr verdient gemacht haben.

### Stufe in Silber
1. Leitende Funktionsträger im Bereich der Kinderfeuerwehren wie Leiter, Stellvertreter sowie auf überörtlicher Ebene für die Kindergruppen tätige Personen, die ihre Tätigkeit mindestens 5 Jahre ausgeübt haben.
2. Feuerwehrangehörige und Betreuende, die aus der aktiven Arbeit in der Kinderfeuerwehr ausscheiden und über einen Zeitraum von mindestens 6 Jahren die Position eines Betreuers, eines Ansprechpartners für die örtlichen Kindergruppen innehatten.
3. Feuerwehrangehörige und Betreuende, die sich durch ihre Tätigkeit bei hessischen Kinderfeuerwehren in einem Zeitraum von über 10 Jahren hervorgetan haben.
4. Privatpersonen, die sich besonders durch ihre Tätigkeit in der Kinderfeuerwehr mindestens 10 Jahre verdient gemacht haben.

Bei der Verleihung der Medaille in Silber ist die vorangegangene Verleihung der Medaille in Bronze nicht zwingend erforderlich.

### Stufe in Gold
1. Leitende Funktionsträger im Bereich der Kinderfeuerwehren wie Leiter, Stellvertreter sowie auf überörtlicher Ebene für die Kindergruppen tätige Personen, die ihre Tätigkeit mindestens 8 Jahre ausgeübt haben.
2. Feuerwehrangehörige und Betreuende, die aus der aktiven Arbeit in der Kinderfeuerwehr ausscheiden und über einen Zeitraum von mindestens 9 Jahren die Position eines Betreuers, eines Ansprechpartners für die örtlichen Kindergruppen innehatten.
3. Feuerwehrangehörige und Betreuende, die sich durch ihre Tätigkeit bei hessischen Kinderfeuerwehren in einem Zeitraum von über 15 Jahren hervorgetan haben.
4. Privatpersonen, die sich besonders durch ihre Tätigkeit in der Kinderfeuerwehr mindestens 15 Jahre verdient gemacht haben.

Bei der Verleihung der Medaille in Gold ist die vorangegangene Verleihung der Medaille in Silber nicht zwingend erforderlich.